# Mine de Drayton
La mine de Drayton est une mine à ciel ouvert de charbon située dans la Nouvelle-Galles du Sud en Australie,,,. Elle a produit en 2011 approximativement 4 millions de tonnes de charbon.